# Ricardo (hiszpański piłkarz)
Ricardo , właśc. Ricardo López Felipe (ur. 30 grudnia 1971 w Madrycie) – hiszpański piłkarz występujący na pozycji bramkarza. Grał m.in. w Real Valladolid i CA Osasuna.

## Kariera klubowa
Ricardo jest wychowankiem Atlético Madryt, gdzie w 1995 roku rozpoczynał zawodową karierę. Rozegrał tam 36 meczów, po czym został sprzedany do Realu Valladolid. W zespole tym występował przez 2 sezony, a miejsce w podstawowej jedenastce na stałe wywalczył sobie podczas rozgrywek 2001/2002. Przez 2 lata wystąpił w 53 ligowych pojedynkach.
30 sierpnia 2002 roku Ricardo przeniósł się do Premier League, gdzie został graczem Manchesteru United. Podpisał z nim 3-letni kontrakt, a działacze angielskiego klubu zapłacili za transfer 1,5 miliona funtów. Po Fabienie Barthezie i Royu Carrollu Ricardo był trzecim bramkarzem „Czerwonych Diabłów”. W Premier League zadebiutował w spotkaniu przeciwko Blackburn Rovers, w którym obronił spowodowany przez siebie rzut karny.
23 sierpnia 2003 roku Hiszpan został wypożyczony na jeden sezon do Racingu Santander, dla którego zaliczył 34 występy w Primera División. Po zakończeniu ligowych rozgrywek powrócił do Manchesteru i w sezonie 2004/2005 nie rozegrał ani jednego spotkania.
W 2005 roku Ricardo powrócił do kraju i podpisał 2-letnią umowę z CA Osasuna. Do nowej drużyny przybył na zasadzie wolnego transferu. Od początku pobytu w Osasunie Ricardo był podstawowym bramkarzem w klubie. W sezonie 2008/2009 stracił miejsce w składzie na rzecz Roberto, który bronił od listopada do końca rozgrywek. Kolejny sezon Ricardo ponownie rozpoczął jako podstawowy gracz swojego zespołu.

## Kariera reprezentacyjna
Ricardo w reprezentacji Hiszpanii zadebiutował 14 listopada 2001 roku w meczu z Meksykiem. Jak się później okazało był to jedyny mecz wychowanka Atlético w drużynie narodowej. Co prawda w późniejszym okresie José Antonio Camacho powołał go do 23-osobowej kadry Mistrzostwa Świata 2002, jednak Ricardo pełnił na turnieju tym rolę trzeciego bramkarza.